# Hingol
L'Hingol o Hungol (urdu دریائے ہنگول daryā-e H*ngwl) è un fiume che si trova nella provincia pakistana del Belucistan.
Con una lunghezza di circa 560 chilometri, è il fiume più lungo del Belucistan, nonché del Pakistan stesso. Scorre attraverso il parco nazionale omonimo sulla costa del Makran. A differenza della maggior parte dei fiumi del Belucistan, che trasportano acqua solamente durante le rare stagioni piovose, l'Hingol scorre durante tutto l'anno.